# Société distincte
 (août 2024).
La société distincte est un néologisme politique utilisé lors du débat constitutionnel au Canada, dans les années 1980 et 1990, qui réfère au caractère unique du Québec au sein du Canada.

## Description
Société distincte, à bien des égards, est un euphémisme pour une nation. L'Accord du lac Meech aurait reconnu la différence québécoise au sein du Canada, donnant ainsi une reconnaissance implicite au statut du Québec dans la fédération canadienne.
Le choix de ce terme s'explique par le fait qu'à l'époque, il n'y avait pas de consensus parmi les Québécois sur l'usage du terme nation pour décrire leur société, car l'usage du mot nation, dans les documents officiels de l'accord, aurait assuré son rejet par le reste du Canada, où la désignation du Québec comme une nation était, et est toujours aujourd'hui, une proposition très controversée.
Rétrospectivement, même l'euphémisme semble avoir choqué les Canadiens anglophones, contribuant à l'échec de l'accord dans les autres provinces.

## Usage

### Débats du lac Meech
Pendant les débats qui menèrent à l'Accord du lac Meech, le terme société distincte fut utilisé principalement par Robert Bourassa, premier ministre du Québec, et Brian Mulroney, premier ministre du Canada. Le terme fut utilisé dans les documents officiels de l'accord.
Auparavant, le terme société distincte était apparu à la page 13 du rapport intitulé « Une nouvelle fédération canadienne » de la Commission constitutionnelle du Parti libéral du Québec du 9 janvier 1980 où il est mentionné : « Le Québec forme ainsi à l’intérieur de l’ensemble fédéral canadien une société distincte par la langue, la culture, les institutions et le style de vie. »
De plus, une partie de cette phrase est reprise dans la première condition de la résolution adoptée par l’Assemblée nationale du Québec le 1er décembre 1981.
Enfin, la reconnaissance de la société distincte du Québec au sein du Canada ne requiert pourtant le consentement que d'un minimum de sept provinces représentant au moins 50 % de la population canadienne. Ce qui veut dire que si l'Accord du lac Meech avait été scindé pour mettre cette reconnaissance dans une partie à part, la société distincte du Québec au sein du Canada aurait fait partie de la Constitution du Canada dès le 29 juin 1988.

### Accord de Charlottetown
L'Accord de Charlottetown (des modifications constitutionnelles proposées qui furent rejetées en 1992) avait une « clause Canada » qui aurait également reconnu le Québec comme une société distincte au sein du Canada.

### Aujourd'hui
(octobre 2023).
- Si vous ne connaissez pas le sujet, laissez ce bandeau (vous pouvez alors contacter les auteurs).
- Si vous supprimez le contenu mis en cause (vous pouvez préalablement contacter les auteurs),

argumentez précisément cette suppression dans la page de discussion
(un manque de référence n'est pas un argument ; une recherche réelle de référence doit avoir été effectuée, être formellement documentée).
Depuis les échecs des accords en 1990 et 1992, l'usage de l'expression s'est estompé, vu qu'il est associé aux échecs des accords de Meech et de Charlottetown, et aussi à cause de l'usage maintenant généralisé, au Québec, du terme nation pour décrire le Québec, son peuple, et son État. D'autres euphémismes utilisés principalement par les fédéralistes nationalistes sont société unique, différente, particulière ou spécifique.
Il est vrai qu'une société distincte peut vouloir dire, à la limite, une société séparée ou une société avec un statut distinct, séparé ou particulier. Ce qui est inacceptable au sein de la grande société canadienne qui se veut unie. Le terme équivalent et précis serait une société unique pour le Québec. Une société unique est une société originale, une société différente ou une société qui a son caractère propre. La société unique du Québec est une société francophone pluraliste qui est propre au Québec. Cette société unique du Québec n'exclut pas son appartenance à la grande société multiculturelle du Canada. La société unique du Québec est le caractère qui permet de distinguer cette province des autres. La langue, la culture, le système de droit civil, le système d'enseignement et les institutions scolaires, collégiales, universitaires, hospitalières, communautaires, sociales, culturelles, financières et coopératives, entre autres, sont les cinq principales caractéristiques qui distinguent le Québec des autres provinces canadiennes. C'est un fait et les provinces anglophones du Canada le reconnaissent bien, afin de sauvegarder l'unité du pays. 
Notons que le terme société unique apparaît dès septembre 1981 dans une brochure de 20 pages du gouvernement du Québec intitulée « Minute Ottawa ! ». Ainsi, à la page 19 de ce document il est écrit : « De plus, le gouvernement du Québec, en tant que gouvernement d’une nation ayant résolument une identité propre, a le devoir de lui assurer la sécurité et le développement. Pour ce faire, il doit conserver tous les pouvoirs lui permettant de mettre en place les outils nécessaires à la protection et la promotion de la langue, de la culture et de tout ce qui fait du Québec une société unique. » 
Les 11 et 14 décembre 1995, la Chambre des communes et le Sénat ont respectivement adopté une résolution reconnaissant le Québec comme société distincte au sein du Canada. Elle proclame notamment le caractère distinct de la culture unique, de la tradition de droit civil et de la majorité d’expression française du Québec.
Cette résolution garantit aux Québécoises et aux Québécois que le Parlement ainsi que tous les ministères, les institutions et les agences du gouvernement du Canada tiendront compte du caractère distinct de la société québécoise dans les prises de décision et l’adoption des lois.
De plus, le caractère unique du Québec est reconnu dans une certaine mesure aux articles 90Q.1 et 90Q.2, aux domaines 12 et 13 de l'article 92 et aux articles 93, 93A, 94, 98, 128Q.1, 133 et 144 de la Loi constitutionnelle de 1867, à l’article 40, aux alinéas 41c) et 41d), et à l’article 59 de la Loi constitutionnelle de 1982, dans la Loi sur la Cour suprême et dans le préambule de la Loi d’harmonisation no 1 du droit fédéral avec le droit civil sanctionnée le 10 mai 2001 où il est explicitement mentionné l’expression « caractère unique de la société québécoise ». Cette dernière expression se retrouve aussi dans le cinquième principe de la Déclaration de Calgary du 14 septembre 1997 qui a été approuvée pour discussion par la Chambre des communes du Canada le 25 novembre 1997 et qui a été adoptée par les assemblées législatives des Territoires du Nord-Ouest et de Terre-Neuve le 2 décembre 1997, de l’Île-du-Prince-Édouard le 5 décembre 1997, de l’Alberta le 10 décembre 1997, du Nouveau-Brunswick et de la Saskatchewan le 17 décembre 1997, du Manitoba le 19 mars 1998, de la Colombie-Britannique le 20 mai 1998, de l’Ontario le 26 mai 1998 et de la Nouvelle-Écosse le 9 juin 1998.
Puis, le 27 novembre 2006, la Chambre des communes a adopté une motion qui reconnaît que les Québécoises et les Québécois forment une nation au sein d’un Canada uni.
Cela veut dire implicitement que cette nation contribue à faire du Québec une société unique qui comprend notamment une majorité d'expression française, une culture distincte de nature francophone, une tradition civiliste, un système d'éducation typique et un ensemble d'institutions particulières.
Enfin, le 16 juin 2021, la Chambre des communes a adopté la motion suivante : « Que la Chambre convienne que l’article 45 de la Loi constitutionnelle de 1982 confère au Québec et aux provinces la compétence exclusive pour modifier leurs constitutions respectives, et prenne acte de la volonté du Québec d’inscrire dans sa constitution que les Québécoises et les Québécois forment une nation, que le français est la seule langue officielle du Québec et qu’il est aussi la langue commune de la nation québécoise. »
Avec la sanction de la Loi sur la langue officielle et commune du Québec, le français, le 1er juin 2022, les caractéristiques fondamentales du Québec, dont le fait que les Québécoises et les Québécois forment une nation, que le français est la seule langue officielle du Québec et qu’il est aussi la langue commune de la nation québécoise, sont enchâssées dans la partie sur les constitutions provinciales de la Constitution du Canada.